# Glauque
Cet article concerne la couleur glauque. Pour l'animal parfois appelé glauque, voir Glaucus atlanticus.

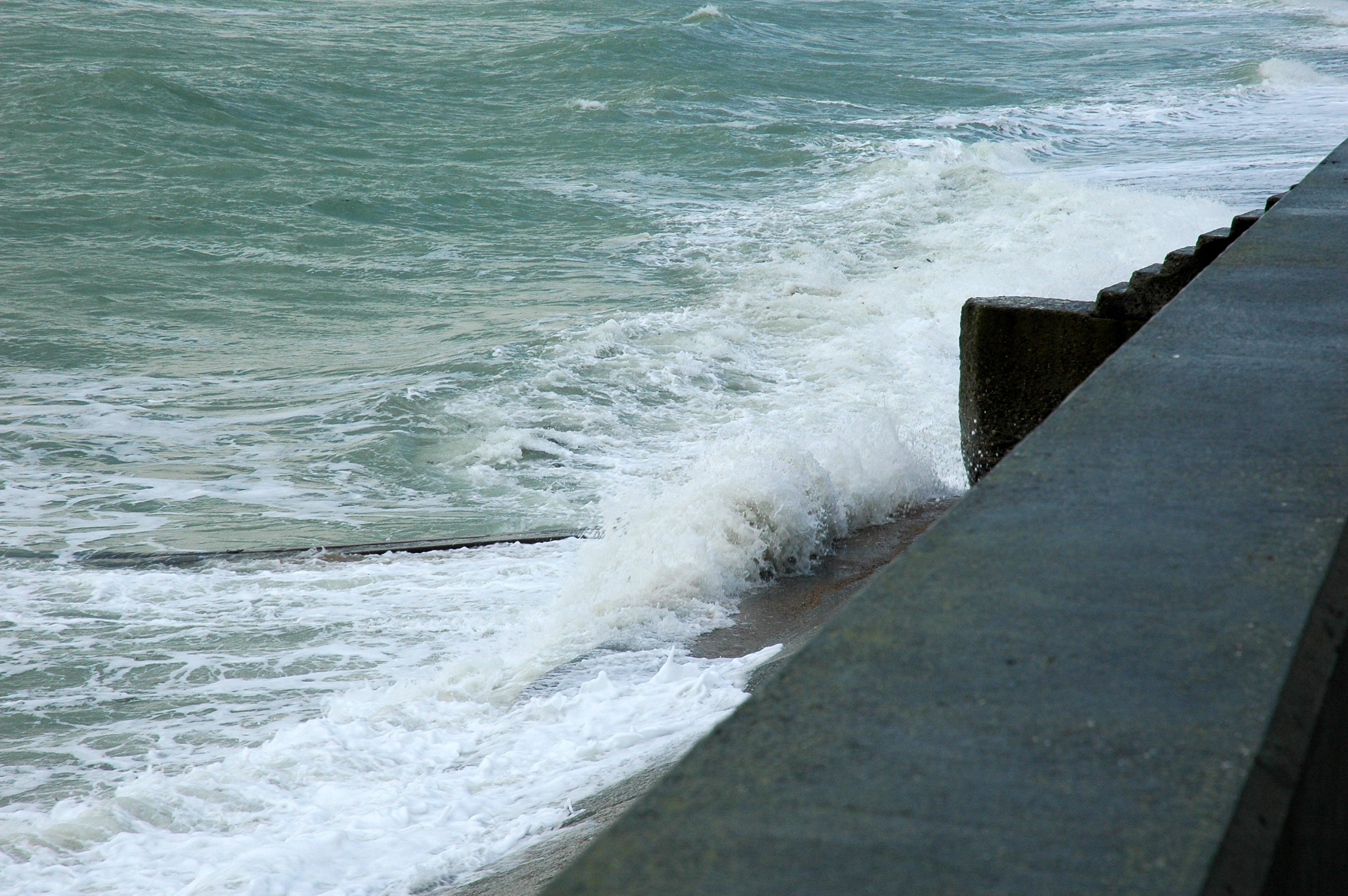
Le glauque, couleur de la mer.

Glauque, du grec γλαυκός [glaukós] (« vert pâle ») par l'intermédiaire du latin glaucus, désigne une couleur claire qui fait partie du champ chromatique des verts grisés.
Dans les années 1980, l'usage de glauque a dérivé vers un sens péjoratif.

## Couleur
Le terme glauque trouve son origine dans le grec γλαυκός glaukós et le latin glaucus, qui n'ont pas de valeur péjorative : se dit de ce qui est à la fois clair et brillant, la mer, la lune ou des yeux bleu clair. Dans l'Iliade et l'Odyssée, Athéna est qualifiée comme étant « θεά γλαυκῶπις Ἀθήνη », theá glaukôpis Athḗnē, que l'on traduit par : Athéna, la déesse aux yeux glauques, ou aux yeux pers.
Adjectif, usité depuis le XIIe siècle, signifiant en ancien provençal : qui est d'un vert ou bleu pâle, presque gris qui rappelle la couleur de l’eau de mer avant une tempête.
Au XVIe siècle, une réfection du terme glauke ajoute des éléments à cette définition. Par extension, se dit de ce qui est sans éclat, terne. Une lumière glauque.
Pour le Trésor de la langue française, il s'agit d'un vert « blanchâtre ou bleuâtre comme l'eau de mer » ; tout en citant André Gide qui évoque « les verts glauques des savanes », qui ne sauraient guère être bleuâtres. Maurice Déribéré place les glauques entre les verts et les jaunes dans le diagramme de chromaticité ; et, nous dit un auteur du début du XXe siècle, « glauque signifie au contraire vert trouble, parfois teinté de jaune ».

### Botanique

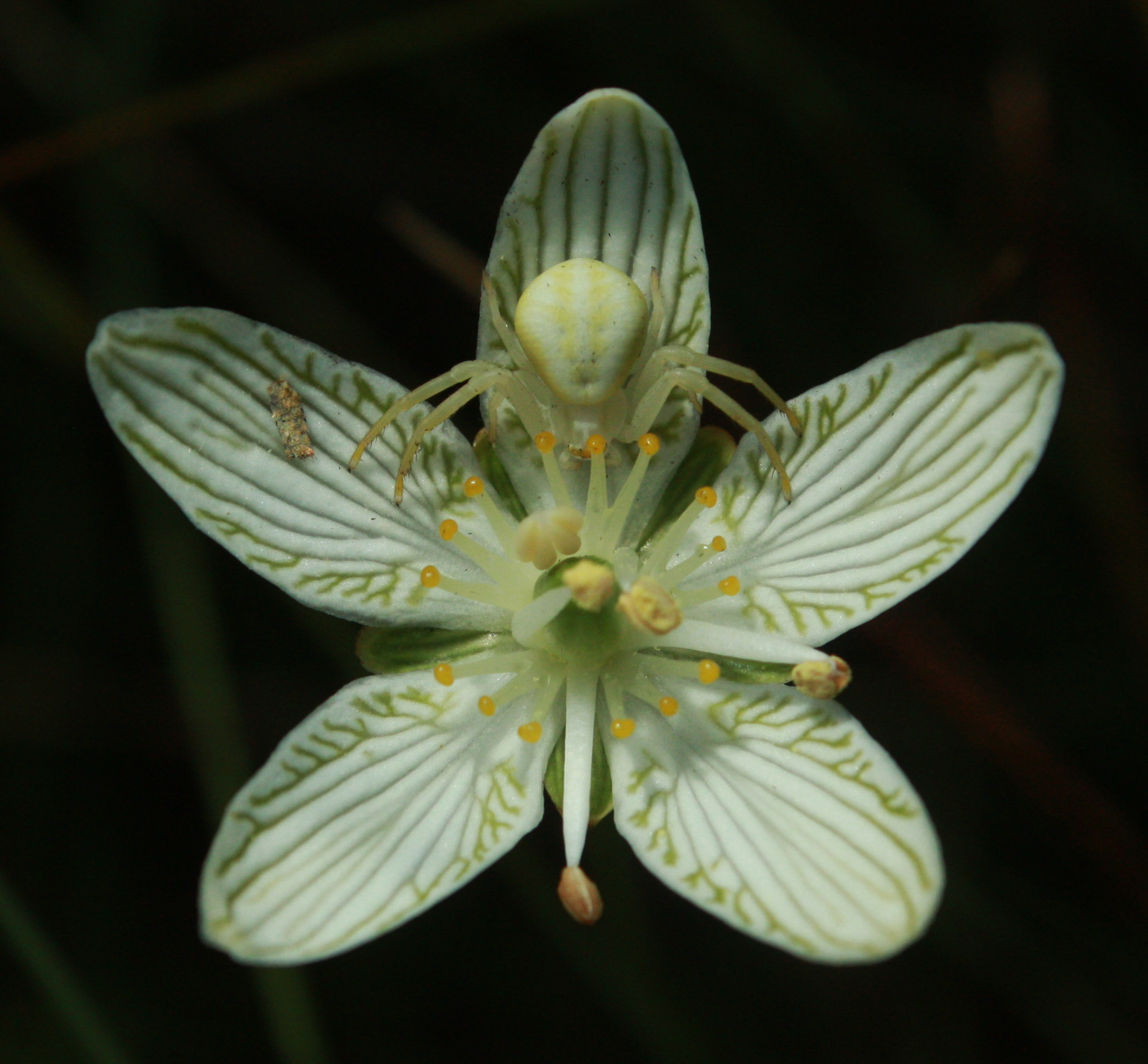
Parnassie à feuilles glauques.

Dans le domaine de la botanique, le nom de couleur glauque a un usage plus précis et plus fréquent.
Pour le Répertoire de couleurs des chrysanthémistes, de 1905, les glauques sont des verts blanchâtres ou surtout grisâtres, bien que deux des quatre tons de bleu porcelaine en soient aussi.
Les feuilles de l'œillet, de la capucine, de l'olivier sont glauques.
Cette teinte particulière de feuilles ou de fruits est souvent due à des cires épicuticulaires en surface. Elles forment des structures cristallines microscopiques qui agissent comme des filtres optiques, diffusant les bleus et les ultraviolets. La surface apparaît mate, et sa couleur résulte du mélange de celle due à l'absortion par le matériau et d'une couleur structurelle. Les couches où la plante effectue la photosynthèse reçoivent des rayonnements adaptés à leur métabolisme, ce qui caractérise ce type de surface comme un type de photoprotection.

Exemples du Répertoire des couleurs des chrysanthémistes (1905)
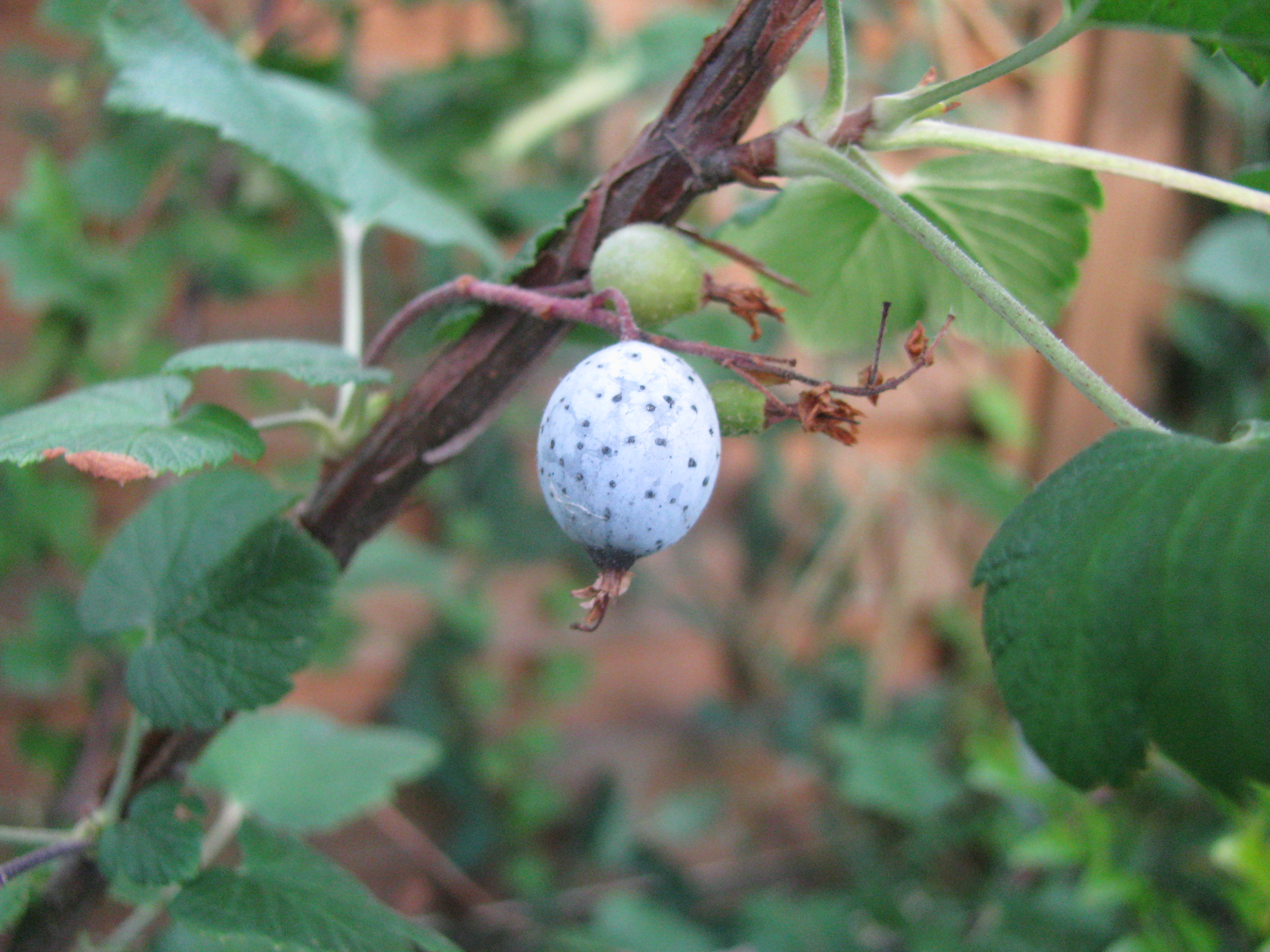
Glauque des fruits du Ribes sanguineum p. 210.
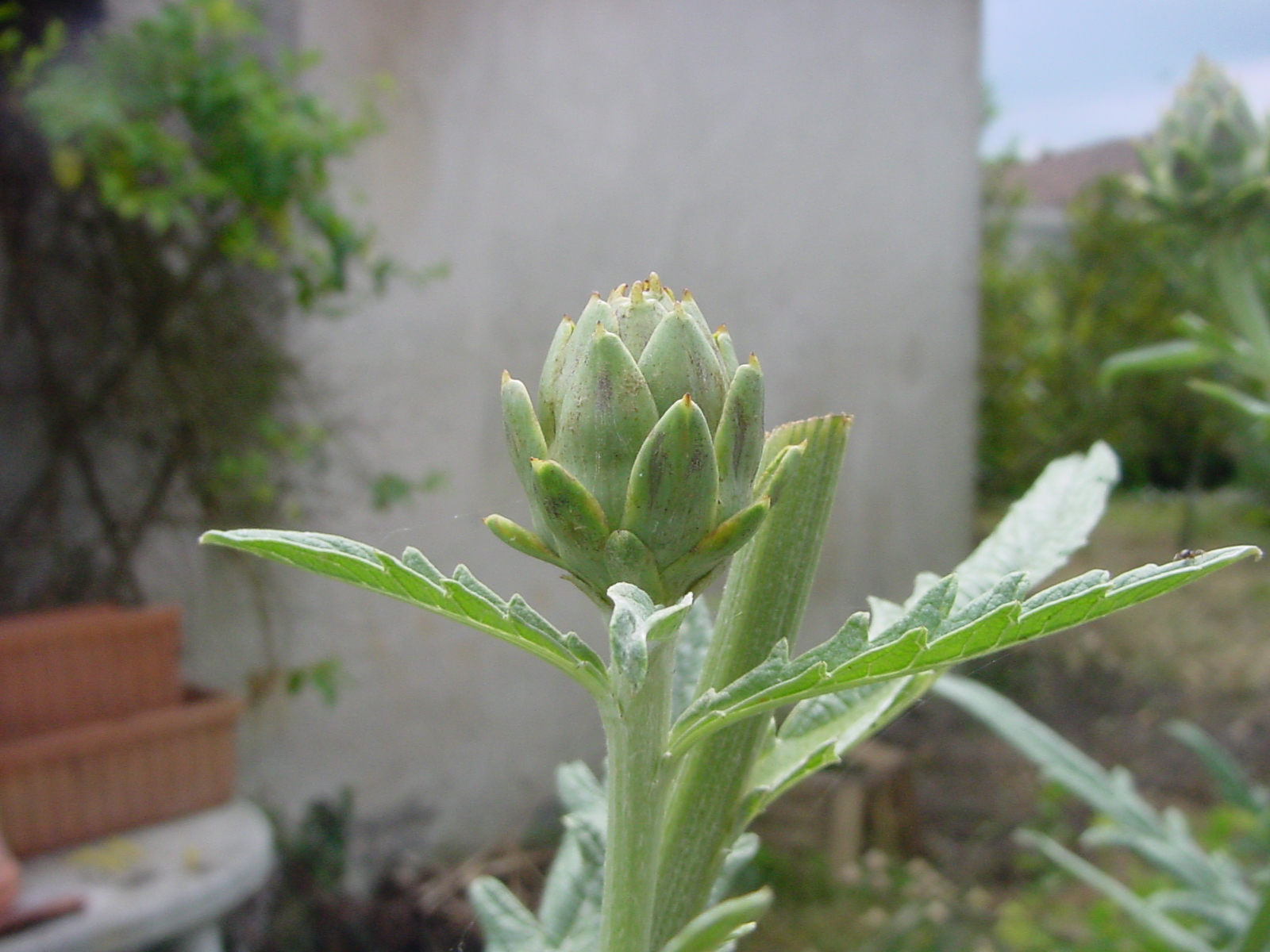
Vert glauque du revers de la feuille de l'artichaut p. 245.
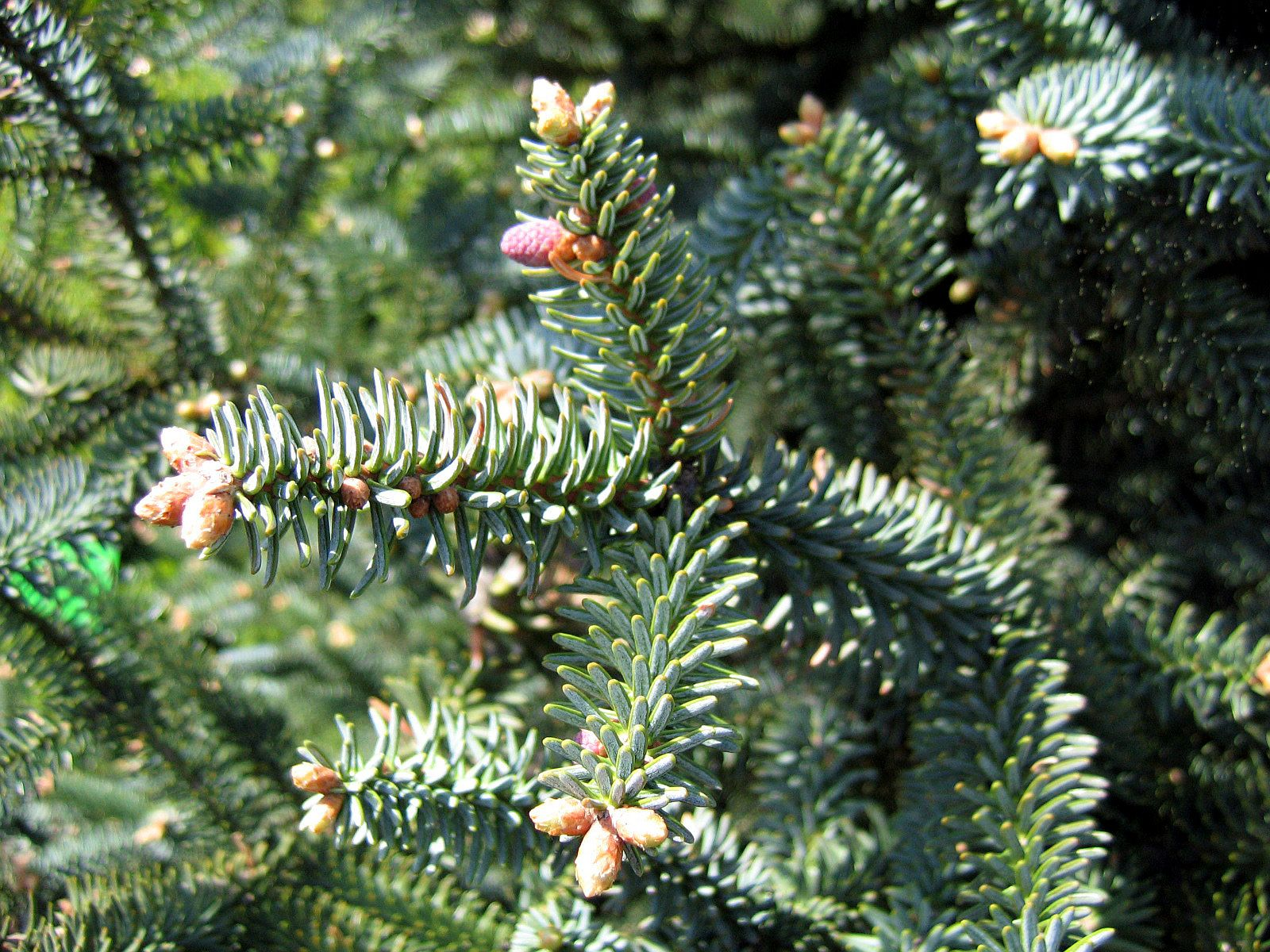
Divers glauques grisâtres de l’Abies pinsapo p. 246, 249.
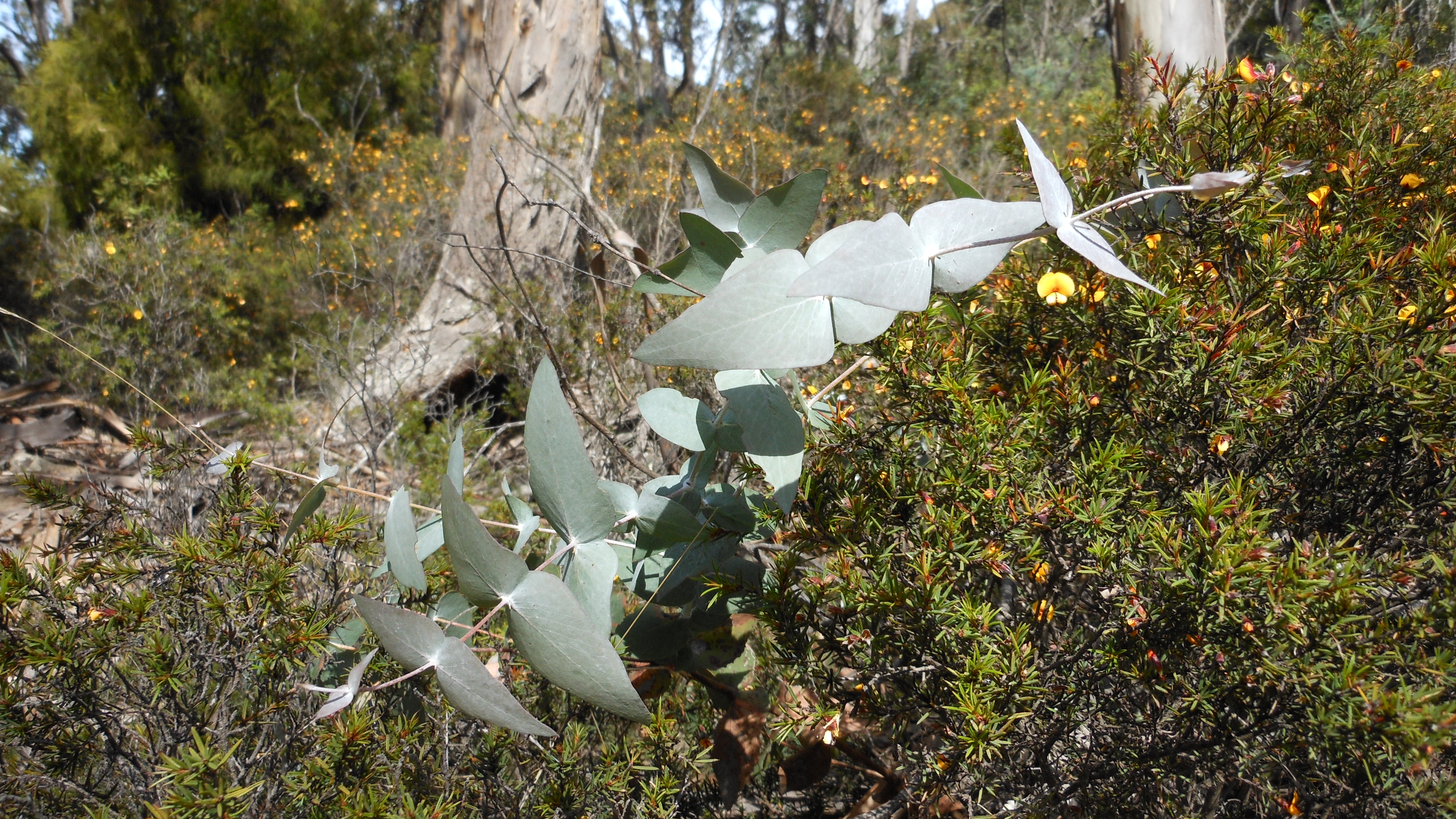
Divers glauques de la feuille d'eucalyptus p. 246, 248.
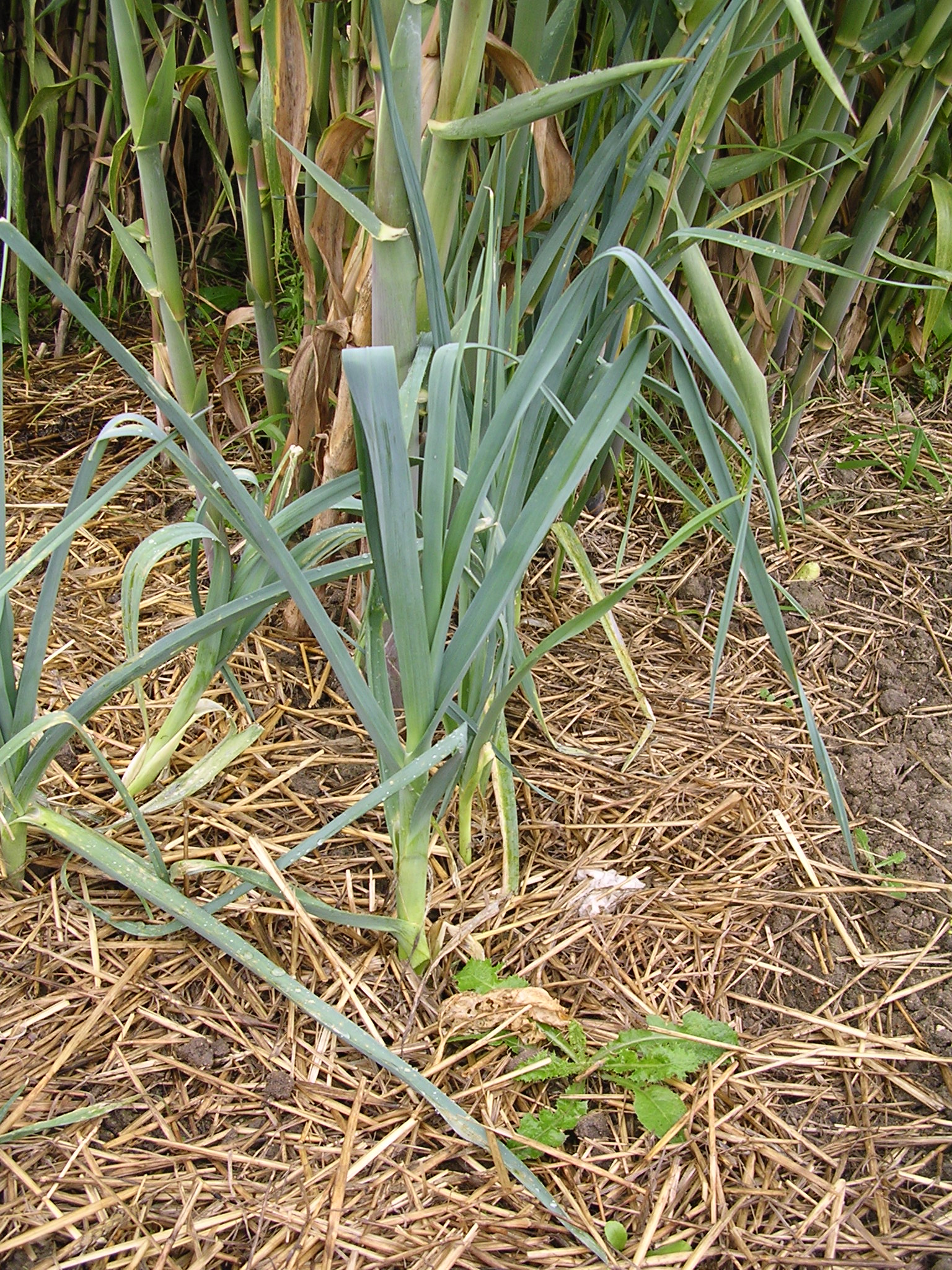
Glauque d'œillet et Glauque d'Abiès du poireau p. 247-248.

## Usage littéraire
« La mer nous regardait de son œil tendre et glauque. »

— Guillaume Apollinaire
Le terme glauque a une valeur descriptive, non péjorative, dans la littérature. Chateaubriand décrit comme glauques les yeux de son père ; Théophile Gautier évoque la robe glauque de Cléopâtre. Victor Hugo utilise, cependant, les associations d'une couleur terne pour comparer le peuple à l'océan : « Les monstres sont à l'aise en sa profondeur glauque ; la trombe y germe. »

« La mer, été comme hiver, dénouant sa ceinture, ouvre toute grande à qui le veut sa belle robe glauque, couleur d'espérance. »

— Stéphen Liégeard, La Côte d'Azur, 1902.
Dans certains cas Glauque (avec la capitale initiale) est l'adaptation française du nom du personnage mythologique grec Glaucos.

## Terme familier
« Pour moi, l'amour, ce sont des alcôves et le trouble des interdits. L'amour doit être quelque chose de glauque et de caché. Caché des autres. »

— Serge Gainsbourg (1928-1991)
Dans les années 1970, un lieu commun de journaliste décrit la lumière fluorescente blanc industrie, verdâtre en effet, qu'on trouve dans les ateliers, les hôpitaux et les prisons comme « une lumière glauque ». Cette association, et la méconnaissance du sens littéraire du terme, au demeurant fort imprécis, pourrait être à l'origine du sens dérivé que le mot acquiert quelques années plus tard.
Depuis les années 1980, le mot glauque est utilisé familièrement comme adjectif afin de qualifier quelque chose de sinistre, d'étrange, qui inspire un sentiment désagréable, un malaise, provoqué par une ambiance lugubre ou sordide. En 1985, Michel Tournier estime qu'« il n'est pas inutile de rappeler que glauque veut dire vert, de même que rutilant = rouge ».